# Vol Pan Am 214
Le vol Pan Am 214 est un vol régulier de Pan Am entre l'aéroport international d'Isla Verde, à Porto Rico, et l'aéroport international de Philadelphie, en Pennsylvanie, avec une escale prévue à l'aéroport international Thurgood Marshall de Baltimore-Washington. 
Le 8 décembre 1963, alors qu'il effectue la liaison entre Baltimore et Philadelphie, le Boeing 707 assurant le vol s’écrase près d'Elkton, dans le Maryland. Les 81 occupants de l'avion ont tous été tués dans le crash. Il s'agit alors du premier accident mortel impliquant un 707 de la Pan Am, que la compagnie aérienne avait introduit dans sa flotte cinq ans plus tôt.

## Avion

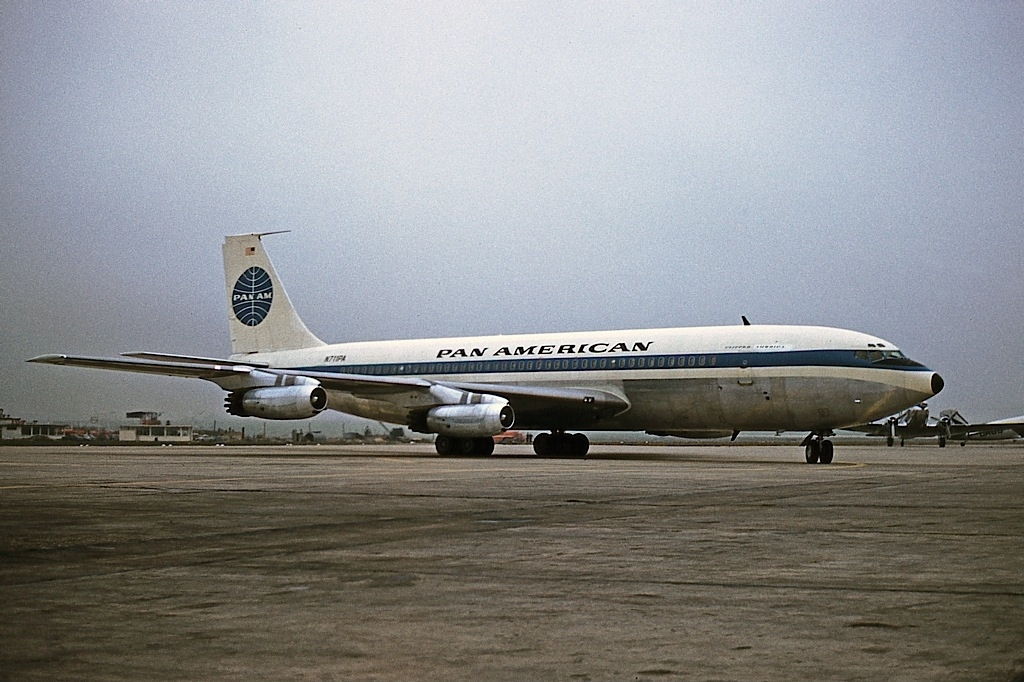
Un Boeing 707-121 de la Pan American World Airways, semblable à celui impliqué dans l'accident.

L'appareil était un Boeing 707-121, immatriculé N709PA. Nommé Clipper Tradewind, il s'agissait, au moment de l'accident, du plus ancien appareil au sein de la flotte d'avions commerciaux en service aux États-Unis. Il avait été livré à la Pan American World Airways le 27 octobre 1958 et avait effectué un total de 14 609 heures de vol. Il était propulsé par quatre turboréacteurs Pratt & Whitney JT3C-6 et sa valeur estimée, à l'époque, était de 3 400 000 $.
En 1959, cet avion avait été impliqué dans un incident au cours duquel le moteur extérieur droit (moteur n°4) avait été arraché de l'aile lors d'un vol d'entraînement en France. Il est entré dans une vrille soudaine lors d'une démonstration de la vitesse de décrochage de l'avion, au cours de laquelle le moteur s'est détaché de l'aile droite. Le pilote a repris le contrôle de l'avion et a atterri en toute sécurité à Londres en utilisant les trois moteurs restants. Le moteur détaché est tombé dans un champ au sud-ouest de Paris, d'où le 707 avait décollé.

## Passagers et équipage
L'avion transportait 73 passagers, tous de nationalité américaine, qui sont tous morts dans l'accident.
Le commandant de bord était George F. Knuth (45 ans), originaire de Long Island. Il avait travaillé pour la Pan Am depuis 22 ans au moment de l'accident et avait cumulé 17 049 heures de vol, dont 2 890 heures sur Boeing 707. En 1949, il était également commandant de bord sur le vol Pan Am 100, qui était entré en collision en plein vol avec un Cessna 140, entraînant la mort des deux occupants du Cessna, mais aucun blessé parmi les passagers ou les membres d'équipage de son avion.
Le copilote était John R. Dale (48 ans), également originaire de Long Island. Il totalisait 13 963 heures de vol à son actif, dont 2 681 heures sur Boeing 707. 
Dans le cockpit, on comptait également le second officier Paul L. Orringer (42 ans), de New Rochelle, qui avait 10 008 heures de vol, dont 2 808 sur Boeing 707, ainsi que l'officier mécanicien navigant John R. Kantlehner, également originaire de Long Island, qui totalisait 6 066 heures de vol, dont 76 heures sur Boeing 707.

## Accident
Alors que le vol 214 approchait de Philadelphie, les pilotes ont établi un contact radio avec le contrôle aérien à 20h42. Le contrôleur a informé les pilotes que l'aéroport subissait un violent orage à proximité, accompagné de vents violents et de turbulences. Le contrôleur a demandé si les pilotes voulaient se rendre directement à l'aéroport ou entrer en circuit d'attente pour attendre que la tempête passe. L'équipage a choisi de rester à 5 000 pieds (1 500 m) dans un circuit d'attente avec cinq autres avions. Le contrôleur a dit aux pilotes de s'attendre à un retard d'environ 30 minutes. De fortes pluies tombaient dans la zone d'attente, avec de nombreux éclairs et des rafales de vent allant jusqu'à 43 nœuds (80 km/h).
À 20h58, l'avion explose brusquement en vol. Les pilotes ont pu transmettre un message final : « Mayday Mayday Mayday. Clipper 214 hors de contrôle. » Quelques secondes plus tard, le copilote du vol 16 de National Airlines, se tenant 300 m plus haut, a annoncé par radio : « Clipper 214 est en train de plonger en flammes vers le sol ». 
Le vol 214 s'est écrasé dans un champ de maïs à l'est d'Elkton, dans le Maryland, près du Delaware Turnpike, mettant le feu au champ détrempé par la pluie. L'avion a été complètement détruit par l'incendie qui a suivi l'impact initial, et les 81 passagers et membres d'équipage à bord ont tous été tués sur le coup.

## Enquête
Une enquête du Conseil de l'aéronautique civile (en) (CAB) a conclu que la cause probable de l'accident du vol 214 était un impact de foudre qui a enflammé des vapeurs de carburant présentes dans l'un des réservoirs de carburant de l'avion, provoquant une explosion qui a détruit la partie extérieure de l'aile gauche, conduisant à une perte de contrôle catastrophique de l'appareil en vol. 
Malgré d'intense efforts de recherche, la façon exacte dont la foudre a enflammé les vapeurs de kérosène n'a jamais été déterminée avec exactitude, mais l'enquête a sensibilisé à la façon dont la foudre peut endommager les avions de ligne, conduisant à de nouvelles réglementations qui ont entraîné des améliorations en matière de sécurité. 
Cet accident a également inspiré de nombreuses recherches sur la sécurité de divers types de carburant d'avion et sur les moyens de modifier la conception des circuits d'alimentation en carburant des avions pour les rendre plus sûrs en cas d'impact de foudre. 